# 18176 Julianhong
18176 Julianhong este un asteroid din centura principală de asteroizi.

## Descriere
18176 Julianhong este un asteroid din centura principală de asteroizi. A fost descoperit pe 24 august 2000 la Socorro, New Mexico, în cadrul proiectului LINEAR. Asteroidul prezintă o orbită caracterizată de o semiaxă mare de 2,59 ua, o excentricitate de 0,13 și o înclinație de 2,6° în raport cu ecliptica.